# Theo van Lint
Theo Maarten van Lint (né le 15 juin 1957 à Delft) est un spécialiste néerlandais des études arméniennes. Il est professeur Calouste Gulbenkian d'études arméniennes à l'Université d'Oxford et professeur associé du Pembroke College depuis 2002. Il a été secrétaire de l'Association internationale d'études arméniennes.

## Carrière universitaire
Van Lint obtient une maîtrise en langues et littératures slaves ainsi qu'en linguistique comparée indo-européenne à l'Université de Leyde en 1988. Sous la direction de Jos Weitenberg (nl), il obtient son doctorat à l'Université de Leyde en 1996 avec une thèse sur Kostandin of Erznka, an Armenian religious poet of the XIIIth-XIVth century. Armenian text with translation and commentary.
De 1996 à 1999, van Lint est chercheur à l'Institut néerlandais d'études avancées en sciences humaines et sociales,.
Entre 1999 et 2001, il est chercheur à l'Université de Münster avant d'être appelé à la chaire d'études arméniennes à Oxford, succédant à Robert W. Thomson comme professeur Calouste Gulbenkian d'études arméniennes.

## Recherches
Les recherches de Van Lint portent sur les lettres de Grégoire Magistros, la réception de la vision du trône du prophète Ézéchiel dans la culture arménienne, le Livre des Lamentations de Grégoire de Narek et de nombreux autres aspects de la culture arménienne médiévale.
En 2015, il co-organise avec Robin Meyer l'exposition Armenia: Masterpieces from an Enduring Culture à la Bibliothèque Bodléienne d'Oxford, commémorant le 100e anniversaire du génocide arménien ainsi que le 50e anniversaire de la chaire Calouste Gulbenkian d'études arméniennes à l'université d'Oxford.

## Publications
- « The Treaty of Turkmenchai, 1828. Russian and Armenian Perceptions », dans M. Branch (éd.), Defining Self. Essays on emergent identities in Russia Seventeenth to Nineteenth Centuries (Studia Fennica, Ethnologica 10), Helsinki : Société de littérature finlandaise 2009, 96-116.
- « The Formation of Armenian Identity in the First Millenium », Histoire de l'Église et culture religieuse, 2009 (vol. 89, 1-3), 251-78.
- "I Mongoli nella poesia armena medievale", Bazmavep 168 no 3-4, 2010, par la curée de Marco Bais et Anna Sirinian (publ. 2012), 457-480.
- "Grigor Magistros Pahlawuni: Die armenische Kultur aus der Sicht eines gelehrten Laien des 11. Jahrhunderts", Ostkirchliche Studien 61, 2012, 66-83
- « From Reciting to Writing and Interpretation: Tendencies, Themes, and Demarcations of Armenian Historical Writing », dans Sarah Foot et Chase F. Robinson (éd.), The Oxford History of Historical Writing. Tome II, 400-1400. Oxford : Presses universitaires d'Oxford 2012, 180-200.
- « Sacred and Religious Objects », dans Sylvie L. Merian, Lucy Ardash et Edmond Y. Azadian (éd.), A Legacy of Armenian Treasures. Témoignage d'un peuple. Southfield, MI : The Alex and Marie Manoogian Museum 2013, 234-289 (avec Amy S. Landau)
- « Geometry and Contemplation: The Architecture of Vardan Anec'i's Vision of the Throne-Chariot. Theosis and the Art of Memory in Armenia », dans Kevork B. Bardakjian et Sergio La Porta (éd.), The Armenian Apocalyptic Tradition. A Comparative Perspective. Leyde - Boston : Brill 2014, 217-241.
- « Medieval Poetic Texts », dans Valentina Calzolari (éd.) avec la collaboration de Michael E. Stone, Armenian Philology in the Modern Era. Du manuscrit au texte numérique. Leiden-Boston : Brill 2014, 377-413.
- « Armenian Merchant Patronage of New Julfa's Sacred Spaces », dans Mohammad Gharipour (éd.), Sacred Precincts. The Religious Architecture of Non Muslim Communities across the Islamic World, Leyde - Boston : Brill 2014, 308-333. (Avec Amy Landau)
- Robin Meyer et Theo Maarten van Lint, Armenian: Masterpieces from an Enduring Culture, Oxford, Bodleian Library, 2015